# ドナルドのボート
ドナルドのボート(英: Donald's Boat)は、世界のディズニーパークに存在するアトラクション。

## 存在するパーク
- 東京ディズニーランド (東京ディズニーリゾート)
- ディズニーランド (ディズニーランド・リゾート)

## かつて存在したパーク
- マジック・キングダム (ウォルト・ディズニー・ワールド・リゾート)

## 概要
現在、トゥーンタウンが存在する東京ディズニーランドとディズニーランドのみ存在するアトラクション。
また、ボート内では「ミッキーの家」のようにミッキーマウスに確実に会える(グリーティング)ようなものはないためドナルドダックには会えない。また待ち時間などやディズニー・ファストパスも存在しない。